# Guy Weber
Guy Weber (Brussel, 22 oktober 1921 – 18 maart 2004) was een kolonel binnen het koloniale leger van Belgisch-Congo, de zogenaamde Force Publique, en speelde na de Congolese Dipenda een grote rol in de afscheiding van Katanga en de moord op Patrice Lumumba.

## Biografie
Weber werd opgeleid aan het Institut Saint Stanislas en het Collège Saint-Michel. Hij volgde daarna van 1936 tot 1940 de Koninklijke Cadettenschool te Namen, waar Maurice Grevisse een van zijn leraren was. Tijdens de Duitse inval in België in 1940 werd hij krijgsgevangene. Met Kerstmis werd hij weer vrijgelaten, waarna hij in het Belgisch verzet ging. In 1943 week hij uit naar het Verenigd Koninkrijk, waar hij in oktober aankwam. Weber werd onder andere opgeleid in de pre Officer Cadet Training Unit Wrotham Camp bij Vigo en vocht in de Brigade Piron die deelnam aan de bevrijding van België en Nederland.
In de aanloop naar de Congolese onafhankelijkheid werd Weber als kersverse kolonel gedetacheerd in de rijke koperprovincie Katanga waar hij de nodige relaties opbouwde, onder andere met de Union Minière, de CIA en de CONAKAT.

Toen Congo-Kinshasa op 30 juni 1960 onafhankelijk werd van België, bleef kolonel Weber op zijn post en volgde hij de orders van generaal Emile Janssens, het Belgische hoofd van de Force Publique, op. Onder het motto avant l'indépendance = après l'indépendance weigerde het blanke FP-officierenkorps elke vorm van Afrikanisering binnen het leger. Na de muiterij in het kamp Hardy van Thysstad greep Lumumba echter in, door alle zwarte militairen te promoveren en generaal Janssens te ontslaan.
Weber verklaarde daarop dat de Afrikanisering van de Force Publique in Katanga geen doorgang zou vinden. Hij werd hierin gesteund door de CONAKAT, de CIA en de lokale Belgische belanghebbers. Toen Moïse Tsjombe op 11 juli 1960 de onafhankelijkheid van Katanga uitriep, werd Weber benoemd als stafchef van het nieuwe Katangese leger, de Gendarmes Katangais. Hij zou echter ook als informant van het Belgisch hof zijn opgetreden en correspondeerde met René Lefébure, de kabinetschef van koning Leopold.

Weber zou tot in 1963 in Katanga blijven als stafchef en speciale adviseur van president Tsjombe. Na het beëindigen van de Katangese afscheiding vluchtte hij terug naar België waar hij een functie bij SHAPE kreeg onder de Amerikaanse generaal Lyman Lemnitzer, de Supreme Allied Commander. In de jaren zeventig verzette Weber zich tegen het benoemen van Nederlandstalige officieren in het Belgisch leger, omdat daardoor de nationale eenheid in de Belgische legertop dreigde te worden aangetast.
Als dank voor bewezen diensten werd Weber aan het koninklijke hof tewerkgesteld, aanvankelijk als aide de camp van koning Leopold. Na diens overlijden bleef hij op het kasteel van Argenteuil ordonnans van prinses Lilian, tot aan haar overlijden in 2002. Door de parlementaire commissie die de dood van Patrice Lumumba onderzocht werd Weber op 13 juli 2001 achter gesloten deuren verhoord. Naar aanleiding van bevindingen van de commissie werd in Webers woning te Waterloo een huiszoeking gehouden. Weber overleed een jaar later op 82-jarige leeftijd, en werd in zijn woonplaats Waterloo begraven.